# Symphodus roissali
Symphodus roissali là một loài cá biển thuộc chi Symphodus trong họ Cá bàng chài. Loài này được mô tả lần đầu tiên vào năm 1810.

## Từ nguyên
Từ định danh roissali được đặt theo tên của họa sĩ Clément Honoré Claude Roassal (còn được viết là Roissal), người bạn và đồng nghiệp của Antoine Risso.

## Phạm vi phân bố và môi trường sống
S. roissali có phạm vi phân bố ở Đông Bắc Đại Tây Dương. Loài này được tìm thấy từ vịnh Biscay trải dài về phía nam đến Gibraltar và Bắc Maroc; ở phía đông, S. roissali xuất hiện trên khắp các vùng bờ biển Địa Trung Hải, và mở rộng phạm vi đến Biển Đen (ngoại trừ bờ biển phía đông nam) nhưng không được ghi nhận ở biển Azov.
S. roissali sống gần các mỏm đá phủ đầy tảo và trong các thảm cỏ biển ở khu vực cận duyên hải, độ sâu đến 30 m.

## Mô tả
Chiều dài cơ thể tối đa được ghi nhận ở S. roissali là 17 cm; tuổi thọ tối đa được ghi nhận ở loài này là 8 năm tuổi. Tuy nhiên, chiều dài thường được quan sát ở S. roissali là 8 đến 12 cm.
Nắp mang của cá trưởng thành (đực lẫn cái) có màu nâu, nâu đỏ hoặc đen và một đốm đen ở gốc vây đuôi (đôi khi không có). Nhiều vệt đốm trên cơ thể và đầu; những vệt đốm trên thân hợp thành các dải sọc ngang. Vây lưng có 5 đốm màu sẫm hơn (đôi khi không có hoặc ít có thể thấy rõ). Cá cái màu nâu hoặc màu lục nâu. Cá đực có màu nâu đỏ với các vệt đốm màu lục hoặc vàng nâu. Môi có màu hồng da cam. Một số cá thể có màu ô liu, và thậm chí là màu xanh của ngọc lục bảo nhưng rất hiếm các cá thể màu này được quan sát.
Số gai ở vây lưng: 14–16; Số tia vây ở vây lưng: 8–10; Số gai ở vây hậu môn: 3; Số tia vây ở vây hậu môn: 8–10; Số gai ở vây bụng: 1; Số tia vây ở vây bụng: 5.

## Sinh thái và hành vi

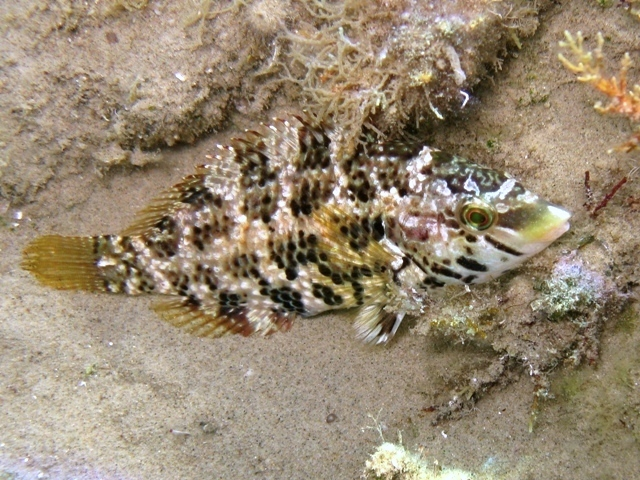
S. roissali (ngoài khơi Croatia)

Thức ăn của S. roissali là các loài động vật thân mềm và động vật giáp xác (bao gồm nhím biển). Loài này thường sống đơn độc.
Thời kỳ sinh sản của S. roissali diễn ra vào mùa xuân và mùa hè. Lúc này, cá đực trưởng thành sẽ dựng tổ từ tảo để những con cá cái đến đẻ trứng. Trứng được chăm sóc và bảo vệ bởi cá đực.